# Lina Kostenko
Lina Kostenko, född 19 mars 1930, är en ukrainsk författare.
Kostenko anses vara en av Ukrainas främsta poeter. Hon hörde till gruppen shistdesiatnyky ("sextiotalisterna") av sovjetukrainska författare i den post-stalinistiska eran som vände sig emot socialistisk realism i litteraturen. Kostenkos första dikter publicerades på 1950-talet. Samlingen Zorianyi integral från 1962 stoppades av censuren för att vara ideologiskt olämplig. 1965 och 1968 undertecknade Kostenko flera offentliga brev som protesterade mot arresteringar och hemliga rättegångar mot ukrainska intellektuella, vilket ledde till att hon inte blev publicerad i Ukraina igen förrän 1977. Hon har sedan dess utgivit diktsamlingar, versromaner och samlingar med dikter för barn. Kostenkos diktning präglas av ett sofistikerat språk i vardaglig ton med inslag av lekfull ironi och skarp satir. 1987 tilldelades hon Sjevtjenkopriset.